# نواه اجوما
نواه اجوما (انگلیسی: Noah Edjouma؛ زادهٔ ۴ اکتبر ۲۰۰۵) بازیکن فوتبال اهل فرانسه است که در حال حاضر برای تولوز در پست مهاجم بازی می‌کند.
وی همچنین در تیم‌های ملی فوتبال زیر ۱۸ سال، زیر ۲۰ سال و زیر ۲۱ سال فرانسه بازی کرده است.

## زندگی شخصی
اجوما در فرانسه از پدری اهل کامرون و مادری مراکشی به دنیا آمد. برادر بزرگ‌تر او، مالکوم اجوما (زادهٔ ۱۹۹۶)، نیز فوتبالیست است. او در پست هافبک بازی می‌کند و سابقهٔ بازی در چند باشگاه فرانسوی و همچنین استوا بخارست در رومانی را دارد.

## دوران باشگاهی
نواه اجوما در کلامار واقع در او-دو-سن به دنیا آمد. او بازی فوتبال را از سال ۲۰۱۰ با باشگاه لاور آغاز کرد. در سال ۲۰۱۲ به تولوز فونتن پیوست و یک سال بعد به تولوز رفت. او همراه با تیم زیر ۱۷ سال تولوز در سال ۲۰۲۲ قهرمان ملی شد.
در مارس ۲۰۲۳، اجوما ۱۷ ساله نخستین قرارداد حرفه‌ای‌اش را با تولوز امضا کرد؛ قراردادی سه‌ساله با گزینه تمدید برای سال چهارم. او در تاریخ ۷ ژانویه ۲۰۲۴ در مرحلهٔ یک‌شصت‌و‌چهارم جام حذفی فوتبال فرانسه، که تیمش مدافع عنوان قهرمانی بود، نخستین بازی‌اش را انجام داد. در دیداری خارج از خانه مقابل تیم چامبری اس‌اف از شامپیونات ناسیونال ۳، در دقیقهٔ ۸۲ به‌عنوان بازیکن تعویضی وارد زمین شد؛ دقایقی بعد ضربهٔ او به تیرک برخورد کرد و تیس دالینگا گل سوم را روی ریباند به‌ثمر رساند. دو هفته بعد، در مرحلهٔ بعدی جام حذفی برابر تیم روآن از شامپیونات ناسیونال، در سه دقیقهٔ پایانی بازی که ۳–۳ به پایان رسید به میدان آمد و در ضربات پنالتی گل خود را به‌ثمر رساند؛ هرچند تیمش در نهایت ۱۲–۱۱ شکست خورد.
در ۹ فوریه ۲۰۲۵، اجوما در بازی خارج از خانه برابر اوسر نخستین حضورش در لیگ ۱ فرانسه را تجربه کرد و گل پایانی بازی را در تساوی ۲–۲ به‌ثمر رساند.

## دوران ملی
در نوامبر ۲۰۲۲، اجوما به تیم زیر ۱۸ سال فرانسه برای دو بازی دوستانه مقابل ایتالیا در INF کلرفونتن دعوت شد. او در هر دو بازی به‌عنوان بازیکن تعویضی وارد زمین شد و در دیدار دوم که ۳–۰ به‌سود فرانسه پایان یافت، گلزنی کرد.
اجوما نخستین بار در سپتامبر ۲۰۲۲ به تیم زیر ۲۰ سال فرانسه زیر نظر سرمربی برنار دیومد دعوت شد. او به‌عنوان جایگزین مصدوم‌شدهٔ دقیقه‌نودی، به دو بازی تدارکاتی مقابل سوئیس پیوست.
او همچنین به تیم زیر ۲۱ سال فرانسه برای حضور در قهرمانی اروپا ۲۰۲۵ در اسلواکی فراخوانده شد.